# Hector Berlioz

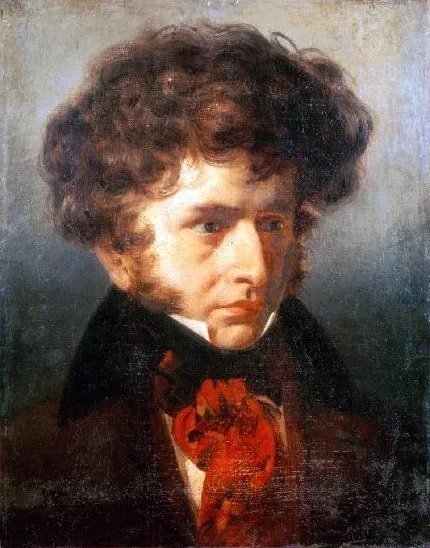
Portret młodego Berlioza pędzla Émila Signola, 1832

Louis Hector Berlioz (ur. 11 grudnia 1803 w La Côte-Saint-André k. Grenoble, zm. 8 marca 1869 w Paryżu) – francuski kompozytor, twórca Symfonii fantastycznej, prekursor nowoczesnej kolorystyki, którego twórczość nadała kierunek rozwoju XIX-wiecznej symfonice; pisarz i krytyk muzyczny.

## Życiorys
Ojciec Berlioza, doktor medycyny, przeznaczył syna do zawodu lekarskiego i początkowo nie przeszkadzał rozwijaniu wyraźnych zdolności muzycznych chłopca. 12-letni Berlioz śpiewał, grał na flecie, gitarze, uczył się harmonii, zaczynał nawet komponować. W 1821 został wysłany do Paryża do Szkoły Medycznej; dwa lata później rozpoczął systematyczne studia kompozytorskie u J.F. Lesueura, decydując się na porzucenie medycyny. Kontynuował naukę (1826–1828) w konserwatorium: harmonię i kontrapunkt u A. Reichy, kompozycję nadal u Lesueura. W 1829 powstała kantata oparta na scenach z Fausta, którą następnie kompozytor przerobił (1846) na „operę koncertową” Potępienie Fausta (La Damnation de Faust). W 1830 Berlioz napisał jedno ze swych największych dzieł, programową Symfonię fantastyczną. Za symfonię Harold w Italii (1834) Paganini przesłał Berliozowi podarunek w postaci 20 000 franków.
Obok twórczości Berlioz zajmował się także działalnością publicystyczną (od 1835 był stałym krytykiem muzycznym „Journal des Debats”). Walczył o swobodę i tolerancję dla nowej sztuki. Pierwsza jego opera, Benvenuto Cellini, wystawiona w 1838, nie zdobyła powodzenia, a życzliwe przyjęcie dramatycznej symfonii Romeo i Julia (1839) nie zmieniło nieufności do kompozytora. Także Potępienie Fausta, wykonane w Paryżu (1846), spotkało się z obojętnością słuchaczy – dopiero podróż koncertowa po Niemczech przyniosła Berliozowi sukcesy. Oratorium Dzieciństwo Chrystusa (L’Enfance du Christ) zdobyło wreszcie (1854) publiczność Paryża. Następnego roku Liszt, serdeczny przyjaciel Berlioza, zorganizował Festiwal Berliozowski w Weimarze. W listopadzie 1863 wystawiona została w Theatre Lyrique w Paryżu opera-dramat liryczny Trojanie (do libretta wg Eneidy Wergiliusza), ale jedynie we fragmentach (inscenizacja składała się z aktów 3-5, pod zastępczym tytułem Trojanie w Kartaginie). Sukcesom kompozytorskim towarzyszyły ciężkie przeżycia osobiste Berlioza: zmarła druga żona kompozytora, niedługo potem jedyny syn. Na rok przed śmiercią Berlioz odbył triumfalną podróż koncertową po Rosji. Prócz wymienionych dzieł ważne miejsce w twórczości Berlioza zajmują uwertury: Król Lear (1831) i Karnawał rzymski (1844), opera komiczna Beatrycze i Benedykt (1862), Requiem (1837), pisał też utwory na chór z orkiestrą, kantaty, pieśni na głos z fortepianem, kompozycje religijne. Hector Berlioz napisał także studium na temat instrumentów muzycznych pt. Grand traité d’instrumentation et d’orchestration modernes, zwane też w skrócie Traite d’instrumentation.
Pochowany został na Cmentarzu Montmartre w Paryżu. Autorem pomnika na grobie Berlioza był polski rzeźbiarz – Cyprian Godebski.
Jego pierwszą żoną była Harriet Smithson (1800–1854). Miał z nią syna Louisa (1834–1867).

## Odznaczenia
- Oficer Orderu Legii Honorowej (1864, Francja)[4]
- Kawaler Orderu Legii Honorowej (1849, Francja)[5]
- Order Orła Czerwonego (1847, Prusy)[5][6]
- Order Sokoła Białego (1853, Saksonia-Weimar)[5]
- Order Królewski Gwelfów (1854, Hanower)[5][7]
- Order Książęcy Hohenzollernów (1863, Hechingen)[6]

## Najważniejsze dzieła

### Symfonie i inne utwory orkiestrowe
- Symfonia fantastyczna, op. 14 (Symphonie fantastique, 1830)
- Harold w Italii, op. 16 (Harold en Italie) – na altówkę i orkiestrę (1834) – utwór napisany na zamówienie Paganiniego
- Romeo i Julia – symfonia programowa inspirowana dziełem Szekspira, wokalno-instrumentalna na chór, orkiestrę i solistów. Dzieło bardzo obszerne, zbudowane z siedmiu części, uszeregowanych zgodnie z przebiegiem tragedii.
- Grande Symphonie funèbre et triomphale – symfonia powstała na zamówienie rządu a jej premiera była częścią obchodów rocznicy rewolucji lipcowej. Utwór charakteryzuje nietypowa instrumentacja oparta na instrumentach dętych i udziale chóru w końcowej części
- Seria uwertur programowych, w tym opus pierwsze – Waverley oraz Karnawał Rzymski na motywach z opery Benvenuto Cellini

### Opery
- Benvenuto Cellini (1838)
- Potępienie Fausta (La Damnation de Faust, 1846)
- Beatrycze i Benedykt (1862)
- Trojanie (Les Troyens, 1863)

### Utwory wokalne
- Les Nuits d’été – cykl pieśni, z początku na głos z fortepianem, później zorkiestrowanych
- Messe Solennelle, 1824–1825
- Requiem, op. 5 (Grande Messe des morts, 1837)
- Oratorium Dzieciństwo Chrystusa (L’Enfance du Christ)